# 성남고등학교 (경기)
성남고등학교(城南高等學校)는 대한민국 경기도 성남시 중원구 성남동에 위치한 공립 고등학교이다.

## 학교 연혁
- 1971년 12월 31일 : 광주서고등학교 설립 인가(15학급)
- 1972년 2월 15일 : 초대 차기환 교장 취임
- 1974년 12월 10일 : 성남서고등학교로 교명 변경
- 1975년 2월 28일 : 제1회 졸업(252명)
- 1995년 2월 23일 : 현 교사로 신축 이전
- 2018년 3월 1일 : 성남고등학교로 교명 변경
- 2023년 3월 1일 : 제18대 최재영 교장 취임
- 2023년 12월 27일 : 제50회 졸업식(164명) 졸업생 누계 20,519명
- 2024년 3월 4일 : 입학식(185명)

## 참고 자료
- 성남고등학교 - 한국교육학술정보원 학교알리미